# Усулутан (вулкан)
Усулутан (исп. Usulután)  — вулкан, расположенный в восточной части Сальвадора, в одноимённом департаменте Усулутан. Находится между вулканами Сан-Мигель и Сан-Висенте. Высота — 1449 м. Широкий кратер диаметром 1,3 км нарушен с восточной стороны.